# Andrea Venturi
Andrea Venturi (Bolonia, Italia, 4 de julio de 1963) es un dibujante de cómic italiano.

## Biografía
Después de terminar sus estudios en la Academia de Bellas Artes, empezó a trabajar como diseñador gráfico publicitario. Posteriormente, trabajó para el estudio de Bruno Bozzetto dibujando fondos de dibujos animados. En 1989 debutó como historietista, ilustrando una historia breve de la revista Mostri, editada por la editorial Acme.
En 1992 salió a la venta el primer álbum de Dylan Dog dibujado por Venturi, sobre textos de Tiziano Sclavi, titulado L'uomo che visse due volte. Cuatro años después apareció su primer trabajo para Tex, L'uccisore di indiani, episodio publicado en el Almanacco del West de 1996 y guionizado por Claudio Nizzi. Ese mismo año abandonó Dylan Dog para ilustrar las portadas de Viento Mágico, papel que desempeñó hasta el número 31 de la serie, siendo reemplazado por Pasquale Frisenda. Desde ese momento se ha dedicado exclusivamente a Tex.
Está casado con la también historietista y escritora japonesa Keiko Ichiguchi.